# Недић
Недић је српско презиме. Може се односити на:
- Љубомир Недић (1858–1902), српски писац, филозоф и критичар
- Милан Недић (1877–1946), српски генерал и политичар, начелник Генералштаба Војске Југославије и председник марионетске владе Народног спаса, на немачкој окупираној територији Србије
- Милутин Недић (1882–1945), југословенски армијски ђенерал (генерал-потпуковник) и начелник Генералштаба Војске Краљевине Југославије